# Gambetto Fred
Il gambetto Fred o gambetto Duras è una stravagante apertura scacchistica, caratterizzata dalle mosse
1.e4 f5
Non si ha traccia di questo gambetto ad alti livelli: è infatti una delle tante risposte che servono principalmente ad innervosire e stupire l'avversario, ma senza avere un'utilità reale.

## Analisi
Quasi nulla su questo gambetto dice che al Bianco conviene, per accentuare l'indifesa posizione del monarca nero, accettare questo gambetto. In ogni caso il Nero non avrà modo, a meno di gravi errori avversari, di avvantaggiarsi sul nemico.
La partita generalmente prosegue con:
2.exf5 Cf6
3.d4 d5
4.Ad3.
Rientrando in una difesa Owen, difesa Nimzowitsch che l'Enciclopedia delle aperture scacchistiche cataloga sotto il codice ECO B00.
Il Nero però al terzo tratto al posto di d5 può giocare Cc6, che secondo la teoria è migliore, giocando poi d5 al quarto tratto.

## Continuazioni
Ecco dei possibili seguiti:
1.e4 f5 2.exf5 Cf6 3.d4 d5 4.Cf3 Cc6 5.Ad3 e6 6.fxe6 Axe6 7.0-0 Ae7 8.h3! Ce4 9.Cc3 Cxc3 10.bxc3 0-0 11.Tb1 Tb8 12.Ce5 Cxe5 13.dxe5 Dd7 14.De2 a6 15.Td1 b5 16.Ae3 e il Bianco è in lieve vantaggio ma il Nero ha un gioco abbastanza fluido.
Nella seguente variante invece il Nero riesce a conseguire un lieve vantaggio:
1.e4 f5 2.exf5 Cf6 3.Cf3 d5 4.d4(Ad3) Axf5 5.Af4(Ad3) e6 6.Ce5 Ab4+ 7.c3 Ad6 8.Ad3 Axe5 9.dxe5?(Axe5) Axd3 10.Dxd3 Ch5! 11.Ae3(Ad2) 0-0 12.Cd2?(0-0) Cd7 13.Cf3? Txf3! il nero è in lieve vantaggio.
Se il Bianco non cattura il pedone con 2.exf5, il Nero in alcune varianti va in vantaggio sul Bianco, come ad esempio nella variante:
1.e4 f5 2.Cc3?! fxe4 3.d3 exd3 4.Axd3 Cf6 5.g4 g6 6.g5 Ch5 7.Cf3 d6 8.Ch4 Cg7 9.0-0 Cc6 10.Ae3 Ce5 11.Ae4 c6 12.f4 Cc4 13.Af2 d5 14.De2 Dd6 15.b3 Cb6 16.Td1 Ce6 ed il Nero ha un lieve vantaggio.
Una continuazione è nota come difesa Della Santa fatta conoscere dal prof. Ottorino Della Santa